# Ер (Ен)
Ер (фр. Aire) је река у Француској. Дуга је 126 km. Улива се у Ен. 